# Ласло Молнар
Ласло Молнар (угор. Laszlo Molnar; 1958, Озд, Угорщина) — угорський дипломат. Постійний представник Угорщини при Організації Об'єднаних Націй (2002—2005).

## Життєпис
Народився у 1958 році в місті Озді, Угорщина. Здобув освіту в Будапештському університеті економічних наук, Університеті Тафтса та Гарвардському університеті.
З 1991 по 1996 роки, він був заступником постійного представника Місії Угорщини в ООН, працюючи протягом цього періоду як заступник представника Угорщини в Раді Безпеки ООН. Між 1989 і 1996 рр Пан Молнар був членом угорської делегації на переговорах щодо звичайних збройних сил у Європі.
З 1996 по 1998 роки пан Молнар обіймав посаду уповноваженого міністра з питань нерозповсюдження та контролю озброєнь і заступника директора Департаменту політики безпеки та європейського співробітництва в Міністерстві закордонних справ Угорщини.
З 1999 по 2002 роки пан Молнар був генеральним консулом Угорщини в Нью-Йорку. У 1998—1999 роках він був заступником голови Державного секретаріату з питань інтеграції у ранзі державного секретаря в Міністерстві закордонних справ. Також у 1998 році він недовго обіймав посаду заступника державного секретаря, куруючи багатосторонні справи в міністерстві закордонних справ Угорщини.
17 квітня 2002 рок вручив вірчі грамоти Генеральному секретарю ООН Кофі Аннану.
У 2005—2007 рр. — Генеральний директор, посол Департаменту міжнародних організацій та прав людини Міністерство закордонних справ Угорщини
У 2007—2010 рр. — Голова стратегічного уряду розвитку бізнесу центральної та східної Європи.
У 2010—2013 рр. — Виконавчий директор із Центральної та Східної Європи, EMEAR.
З 2018 року — Доцент кафедри професійної безпеки Університет Нью-Джерсі-Сіті.